# Biroina dorrigonis
Biroina dorrigonis är en tvåvingeart som först beskrevs av Richards 1973.  Biroina dorrigonis ingår i släktet Biroina och familjen hoppflugor. Inga underarter finns listade i Catalogue of Life.